# Maggie Grace
Margaret "Maggie" Grace Denig (født 21. september 1983) er en amerikansk skuespiller, bedst kendt for sin rolle som Shannon Rutherford i tv-serien Lost.

## Filmografi

### Film
| År   | Titel                                     | Rolle              | Noter |
| ---- | ----------------------------------------- | ------------------ | ----- |
| 2001 | Rachel's Room                             | Rachel Reed        |       |
| 2002 | Shop Club                                 | N/A                |       |
| 2002 | Murder in Greenwich                       | Martha Moxley      |       |
| 2003 | Twelve Mile Road                          | Dulcie Landis      |       |
| 2004 | Creature Unknown                          | Amanda             |       |
| 2005 | The Fog                                   | Elizabeth Williams |       |
| 2007 | Suburban Girl                             | Chloe              |       |
| 2007 | The Jane Austen Book Club                 | Allegra            |       |
| 2008 | Taken                                     | Kim Mills          |       |
| 2009 | Malice in Wonderland                      | Alice              |       |
| 2010 | Flying Lessons                            | Sophie Conway      |       |
| 2010 | Knight and Day                            | April Havens       |       |
| 2011 | The Twilight Saga: Breaking Dawn - Part 1 | Irina              |       |
| 2012 | Lockout                                   | Emilie Warnock     |       |
| 2012 | The Twilight Saga: Breaking Dawn - Part 2 | Irina              |       |
| 2012 | Taken 2                                   | Kim Mills          |       |
| 2012 | Decoding Annie Parker                     | Sarah              |       |